# Église Saint-Pierre d'Antioche
L'église Saint-Pierre (araméen : Knisset Mar Semaan Kefa, en turc : Aziz Petrus Kilisesi, église de la grotte Saint-Pierre, église-grotte de Saint-Pierre) près d'Antakya (Antioche), en Turquie, est composée d'une grotte creusée dans la montagne Mont Starius avec une profondeur de 13 m, une largeur de 9,5 m et une hauteur de 7 m. Cette grotte, qui selon certains a été utilisée par les tout premiers chrétiens, est l’une des plus anciennes églises du christianisme.

## Histoire de la congrégation et de la construction de l'église
Certaines personnes croient que la fondation de l'église d'Antioche est relatée dans les Actes bibliques des apôtres (11:25-27), selon lesquels Barnabé s'est rendu à Tarse pour y amener l'apôtre Paul. Ils ont travaillé pendant un an avec la communauté chrétienne naissante et leurs adhérents à la foi ont été appelés « chrétiens » pour la première fois. La tradition chrétienne considère que l'apôtre Pierre est le fondateur de l'église d'Antioche et le premier prêtre de la population chrétienne établie dans cette ville ; l'Église de Saint-Pierre est traditionnellement considérée comme l'endroit où il a prêché la première fois l'Évangile à Antioche.
Les parties les plus anciennes de l'église qui ont survécu datent au moins du IVe ou du Ve siècle. Celles-ci incluent des morceaux de mosaïques au sol et des traces de fresques sur le côté droit de l'autel. Le tunnel à l'intérieur qui s'ouvre sur la montagne permettait probablement aux chrétiens d'évacuer l'église en cas de pillage ou d'attaque imprévue. L'eau qui s'écoule des roches voisines a été recueillie à l'intérieur pour être bue et utilisée pour le baptême. L’écoulement de cette eau, que les visiteurs ont bue et recueillie pour la donner aux malades (croyant qu’elle possédait un pouvoir guérisseur), a diminué à la suite de récents tremblements de terre.
Les croisés de la première croisade qui s'emparèrent d'Antioche en 1098 allongèrent l'église de quelques mètres et la relièrent par deux arches à la façade qu'ils avaient construite. Sur l'ordre du pape Pie IX, les frères capucins ont restauré l'église et reconstruit la façade en 1863. L'empereur français Napoléon III a contribué à la restauration. Les vestiges à gauche de l'entrée sont ceux de colonnades qui se trouvaient jadis devant la façade actuelle.
Au sommet de l'autel de pierre au milieu de l'église se trouve une plate-forme en pierre placée à la mémoire de la "fête de la plate-forme de Saint-Pierre", qui était célébrée tous les 21 février à Antakya. Une statue en marbre de saint Pierre a été placée au-dessus de l'autel en 1932.
Le jardin de l'église est utilisé comme cimetière depuis des centaines d'années. Des tombes et des sépultures ont également été localisées à l'intérieur de l'église, notamment autour de l'autel. L'église est le lieu de sépulture de Tancrède, prince de Galilée, ainsi que l'un des trois derniers lieux de repos des restes de l'empereur du Saint-Empire romain Frederic Barberousse, mort au cours de la troisième croisade.
L’église est aujourd’hui un musée. Il est possible de célébrer des services de culte à l’intérieur de l’église sous l’inspection de la direction du musée en obtenant un permis du bureau du gouverneur de la province.

## Images

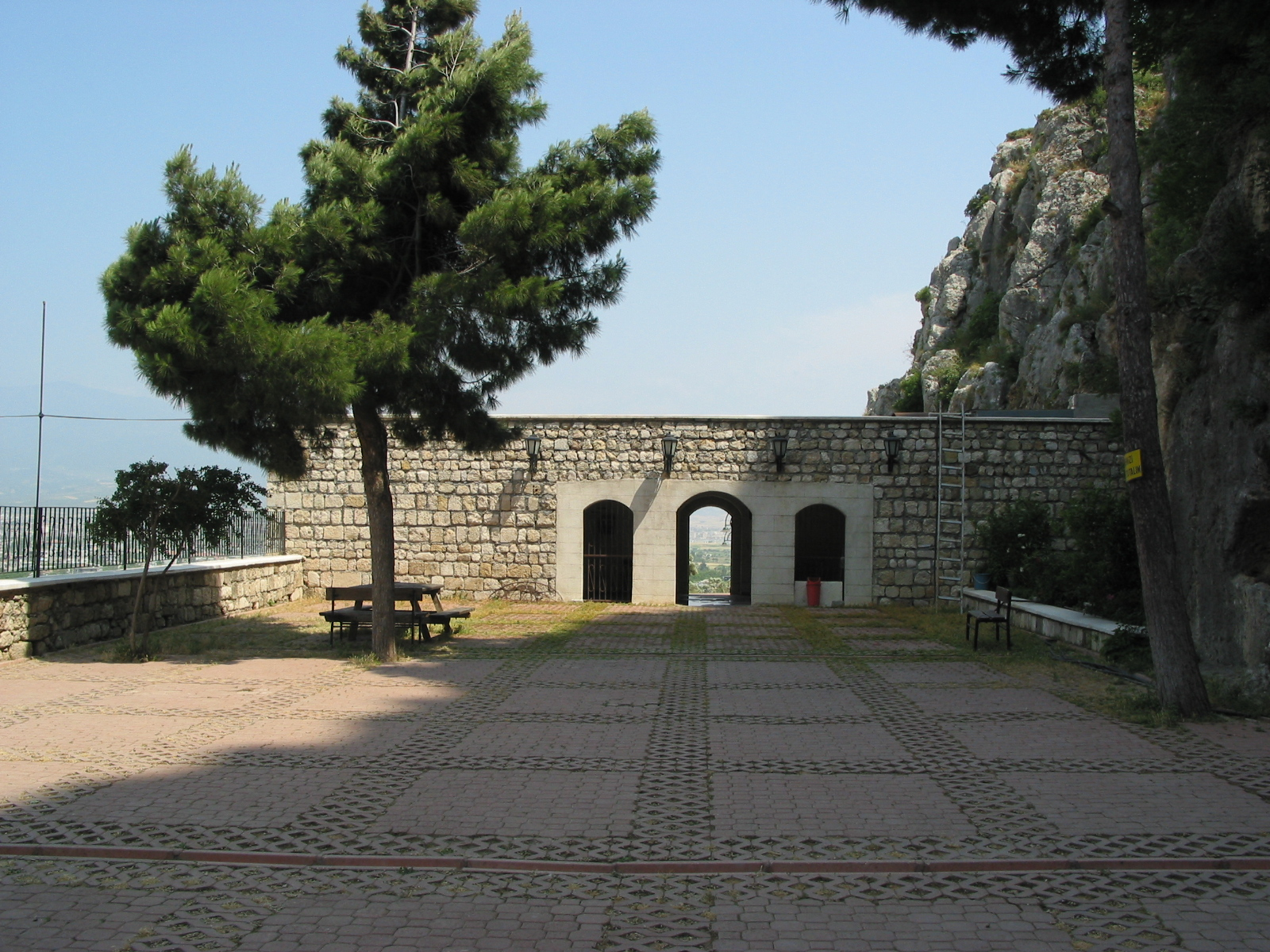
Cour de l'église
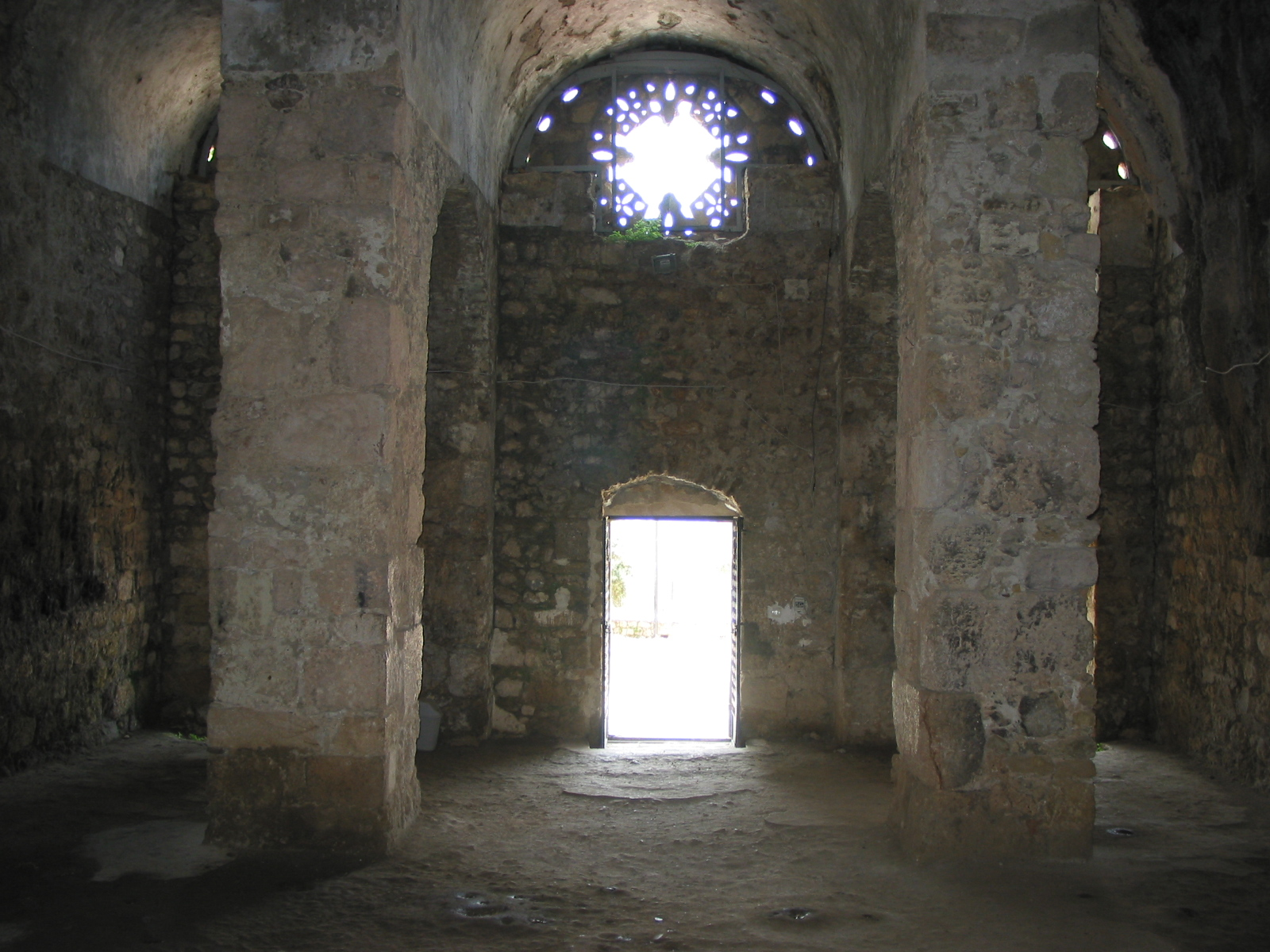
Intérieur de l'église
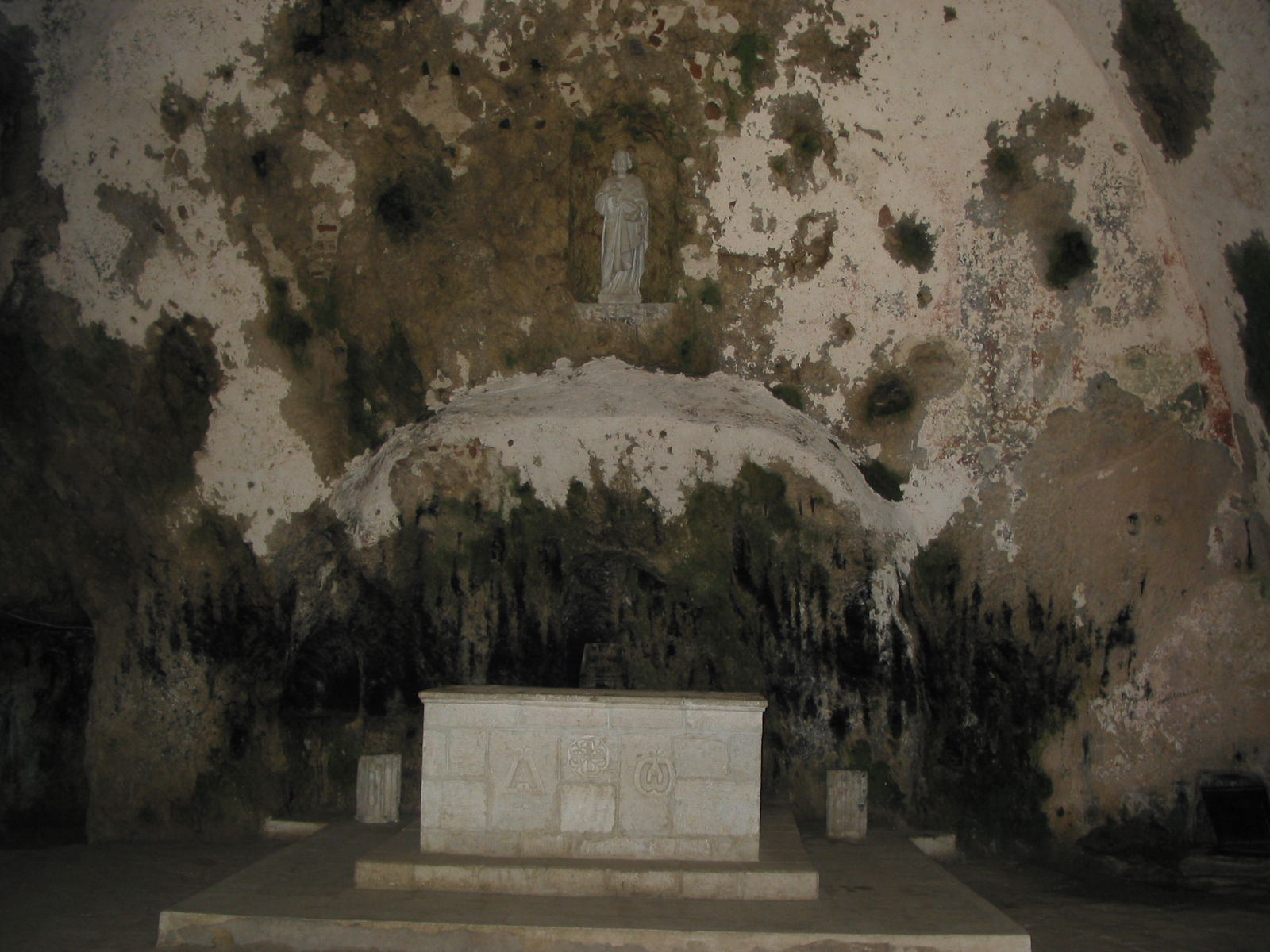
Autel
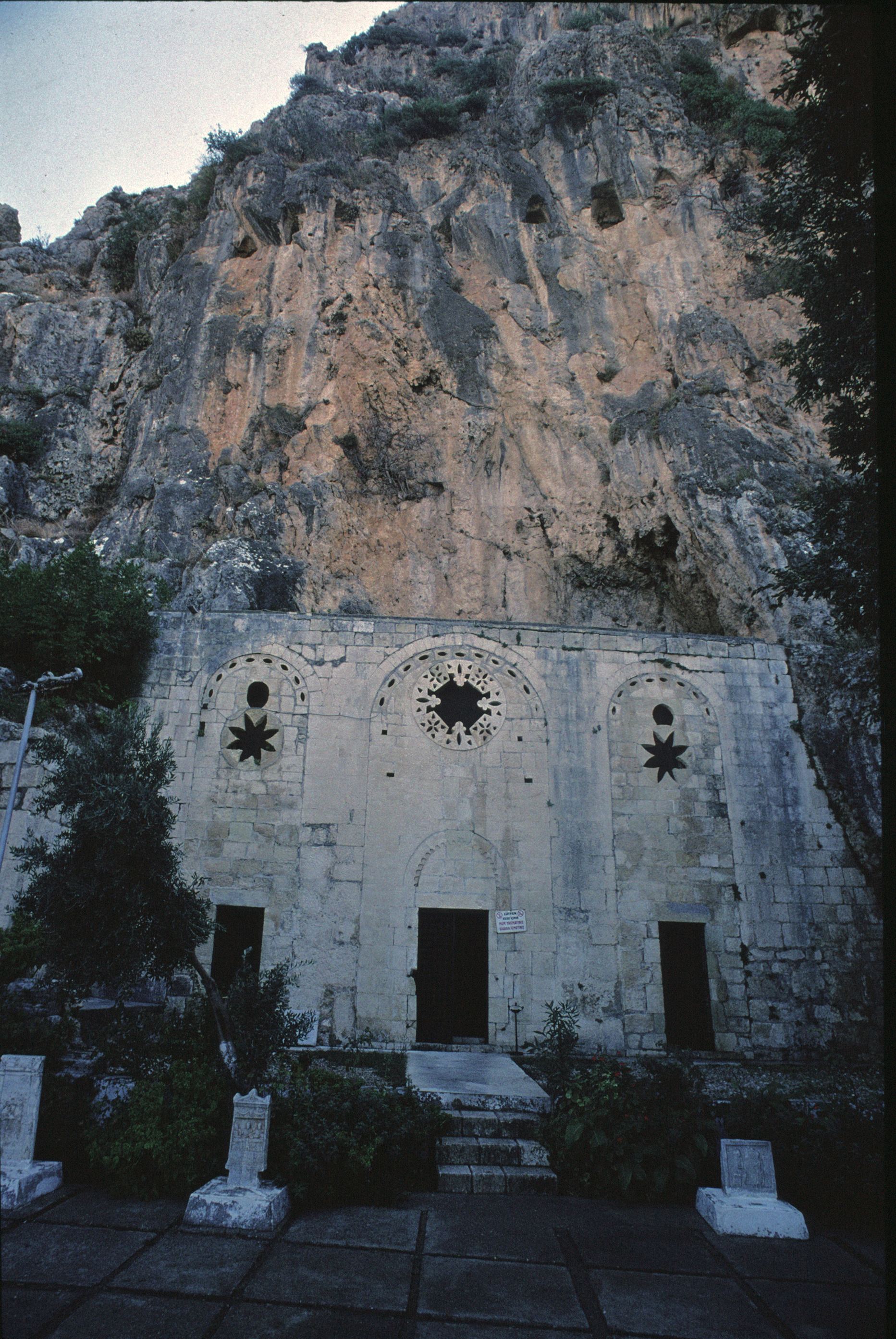
Façade de l'église de la grotte Saint-Pierre
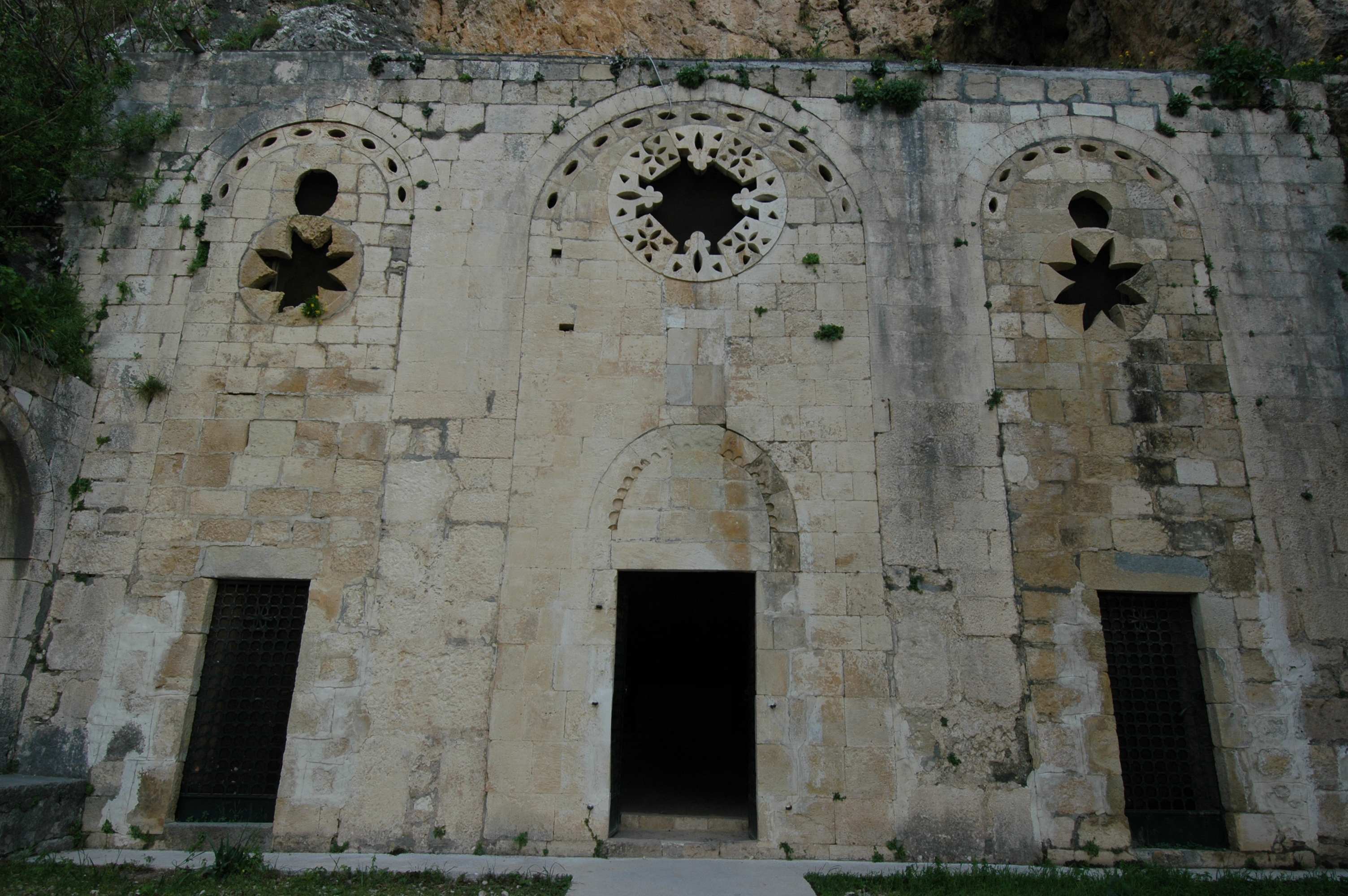
Façade de l'église de la grotte Saint-Pierre
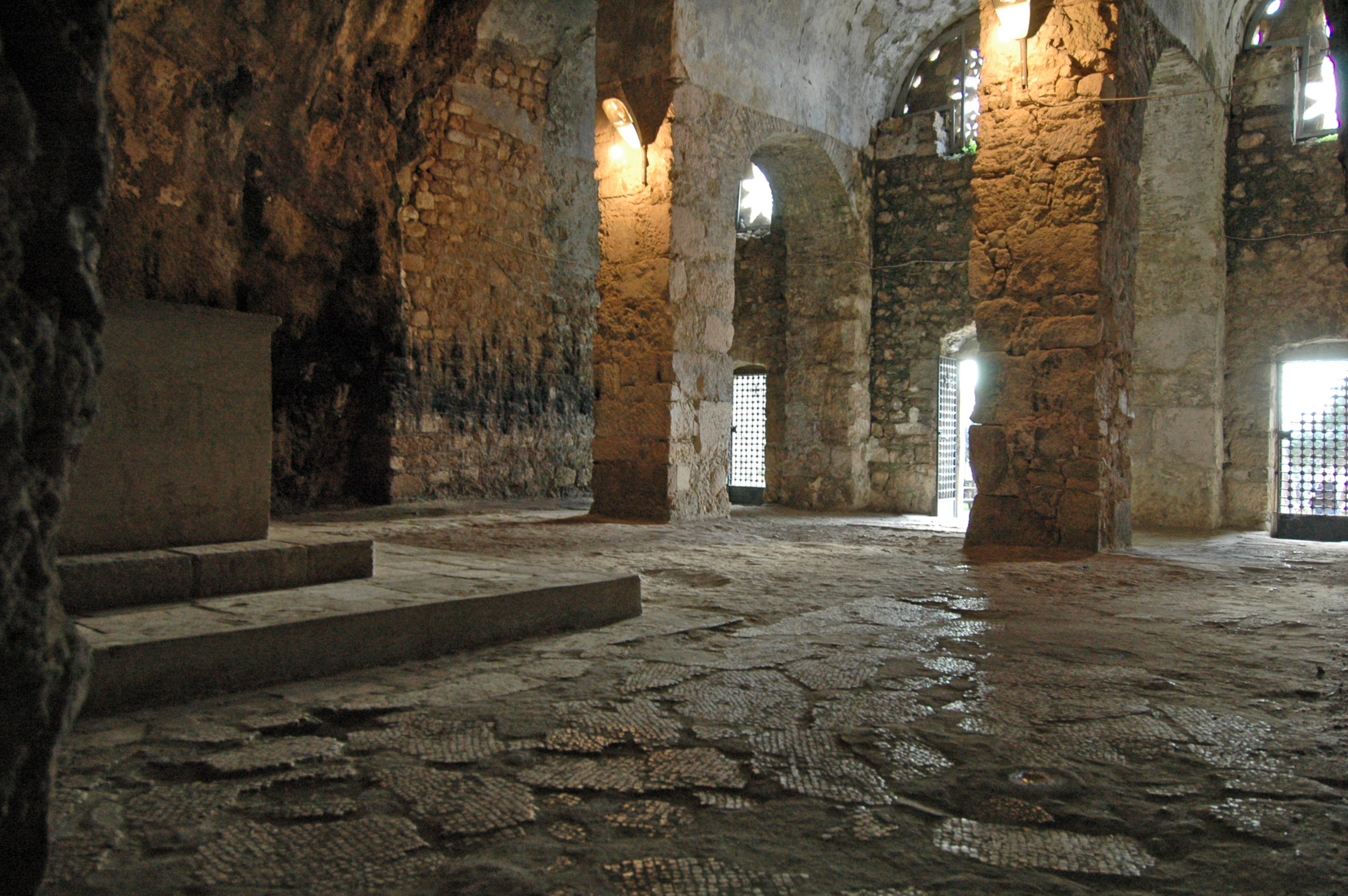
Intérieur de l'église de la grotte Saint-Pierre
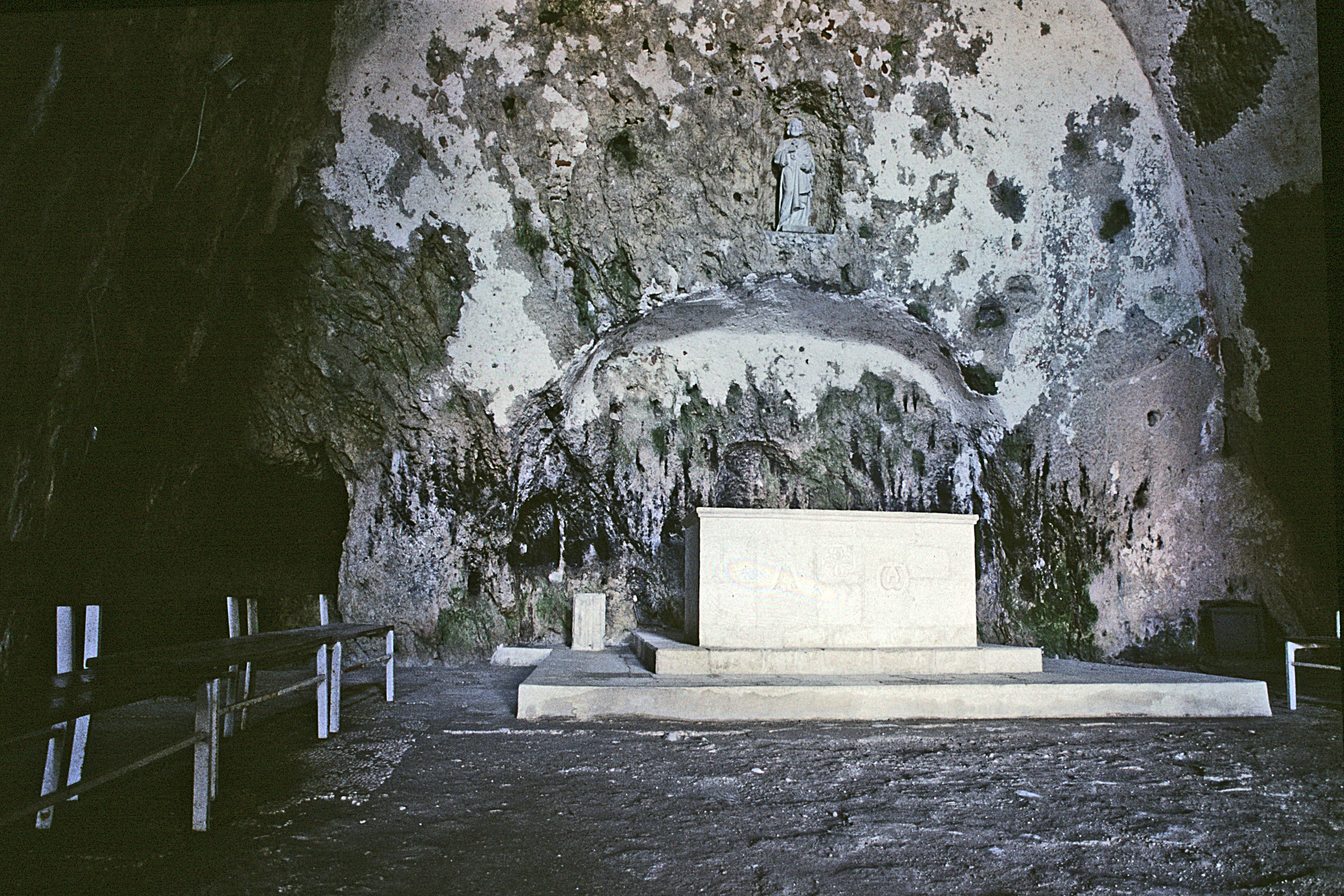
St Peter's Cave Church Autel
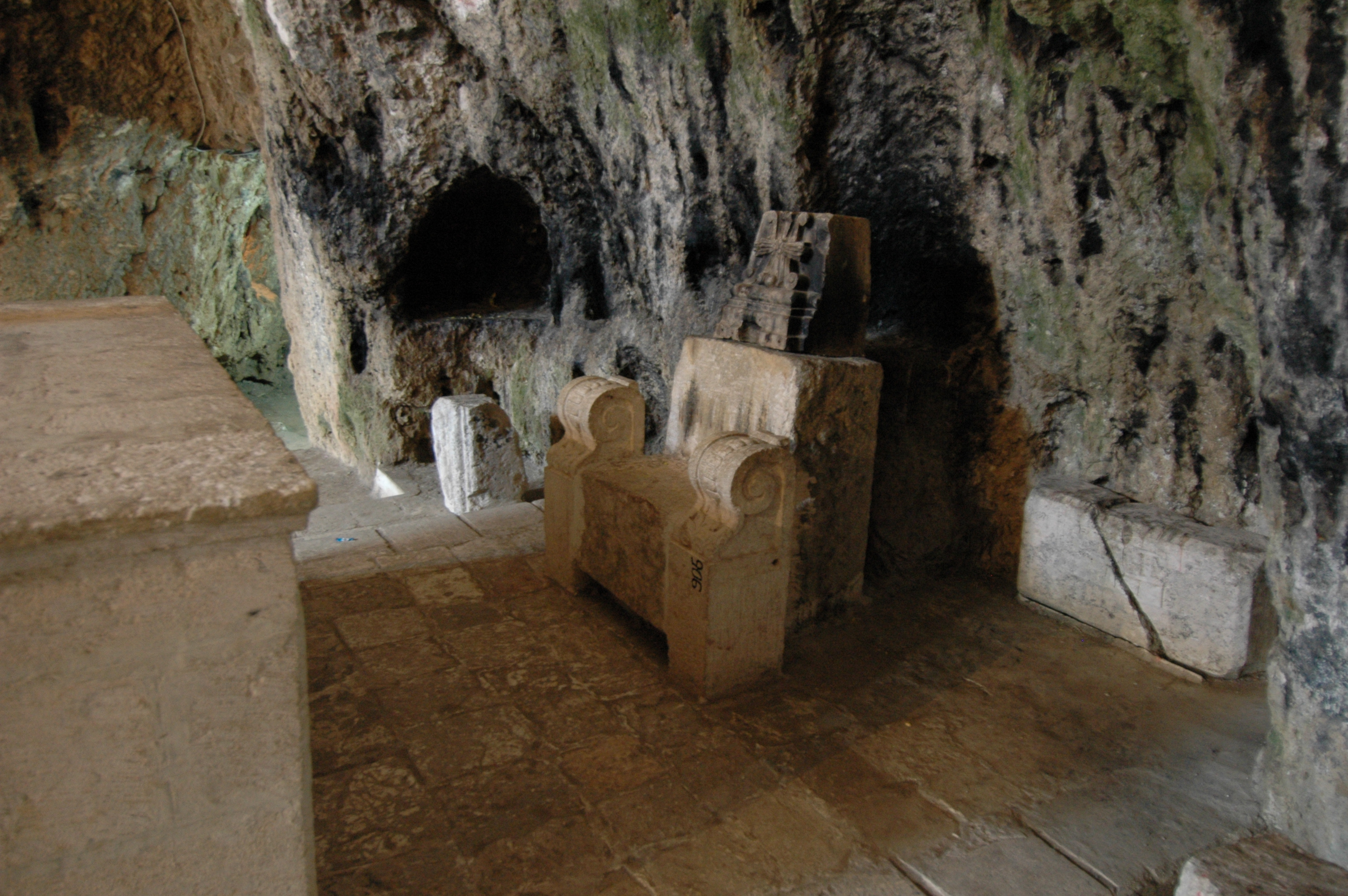
Façade de l'église de la grotte Saint-Pierre
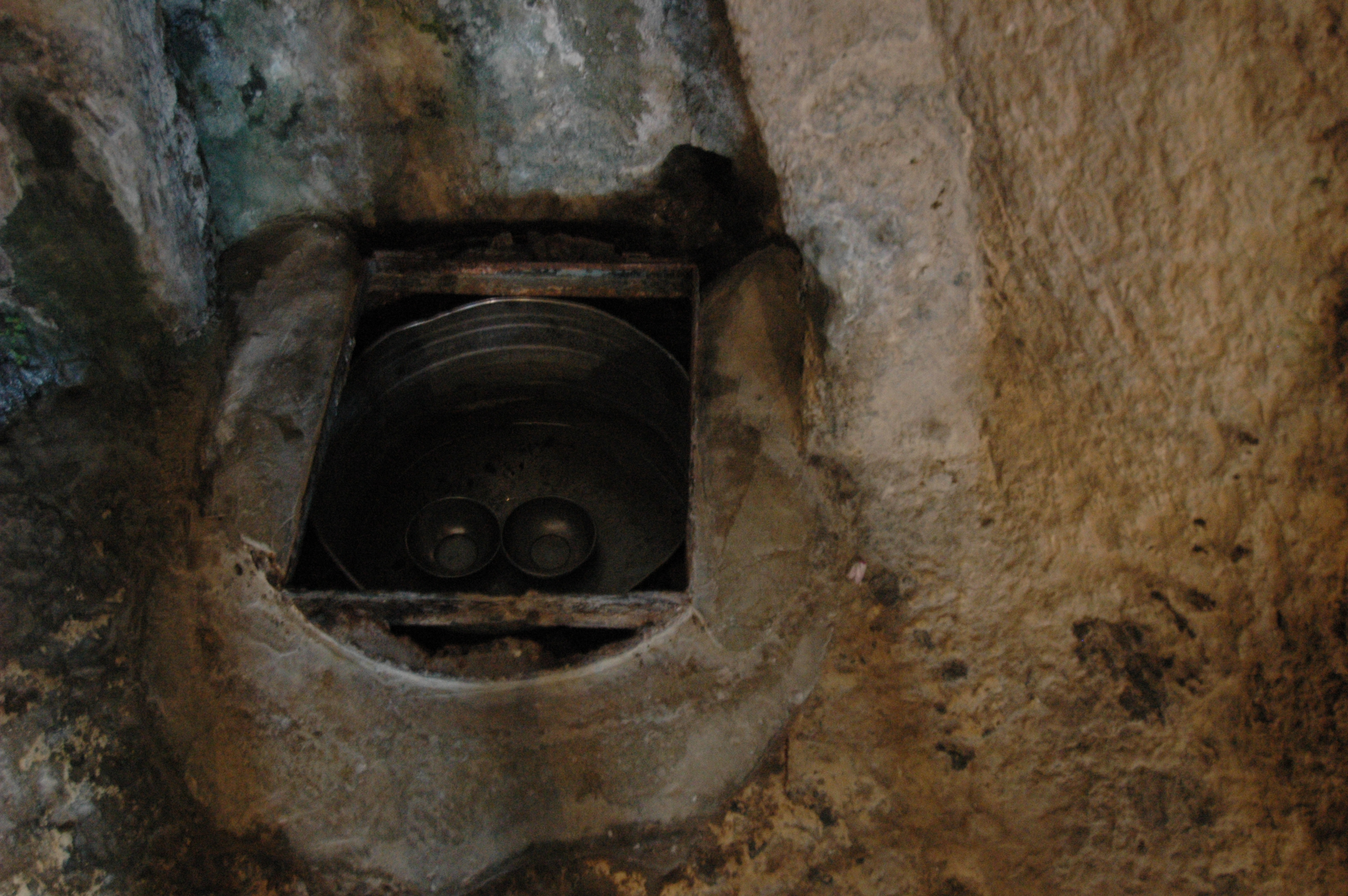
Tunnel d'entrée de l'église de la grotte Saint-Pierre